# Les Inassouvies
Pour plus de détails, voir Fiche technique et Distribution.
Les Inassouvies (Philosophy in the Boudoir) est un film d'horreur érotique germano-hispano-américain réalisé par Jesús Franco, sorti en 1970. Il est librement inspiré de La Philosophie dans le boudoir du marquis de Sade. 

## Synopsis
Étouffée par sa mère sectaire et austère, la jeune Eugenie s'ennuie terriblement chez elle. Lors d'une escapade de son père à Madère où il part retrouver sa maîtresse, Marianne de Saint-Ange, cette dernière lui demande de faire venir sa fille pour le week-end. Il accepte.
Heureuse de quitter son quotidien ennuyeux, Eugenie est ravie de passer du temps sur l'île paradisiaque. Elle y rencontre Marianne, une femme riche et libérée, son demi-frère Mirvel ainsi que son personnel comprenant Augustin et Thérèse, la gouvernante sourde-muette. 
Marianne propose à Eugenie de l'initier aux jeux de l'amour et de s'occuper de son éducation sentimentale. La jeune fille découvre les joies de l'érotisme, du saphisme et autres perversions raffinées. Son innocence et sa naïveté décuplent le plaisir de ses initiateurs pervers qui l'emmènent de plus en plus loin dans la débauche. Car Marianne et Mirvel, tous les deux incestueux, sont adeptes d'une confrérie vouant un culte au Marquis de Sade et suit ses préceptes pour corrompre le cœur pur et la chair innocente d'Eugenie.

## Fiche technique
- Titre original : Philosophy in the Boudoir ou De Sade 70
- Titre allemand : Die Jungfrau und die Peitsche
- Titre américain : Eugenie
- Titre français : Les Inassouvies
- Réalisation : Jesús Franco
- Scénario : Harry Alan Towers (crédité comme Peter Welbeck) d'après La Philosophie dans le boudoir du Marquis de Sade
- Montage : Teresa Alcocer
- Musique : Bruno Nicolai
- Photographie : Manuel Merino
- Production : Harry Alan Towers
- Décors : Santiago Ontañón
- Sociétés de production : Hape Film, Producciones Cinematográficas Balcazar et Video-Tel International Productions
- Pays de production :  Allemagne de l'Ouest,  Espagne,  États-Unis,  Liechtenstein
- Langue originale : espagnol
- Format : Couleurs - 2,35:1 (Techniscope) - Mono - 35 mm
- Genre : horreur, érotique
- Durée : 90 minutes
- Dates de sortie : 
  - Japon : 21 février 1970
  - États-Unis : 5 août 1970
  - Allemagne de l'Ouest : 2 juin 1972
  - France : 15 février 1973

## Distribution
- Marie Liljedahl : Eugenie de Mistival
- Maria Rohm : Madame Saint Ange
- Christopher Lee : Dolmance
- Jack Taylor : Mirvel
- Paul Müller : Monsieur de Mistival
- Ingrid Swenson : Madame de Mistival
- Anney Kaplan : Augustin
- Uta Dahlberg : Therese
- Herbert Fux : Hardin
- Nino Korda : Roches

## Différents titres
- Eugenie... the Story of Her Journey Into Perversion (États-Unis)
- Marquis de Sade's Philosophy in the Boudoir (Royaume-Uni)